# Driver 8
«Driver 8» es el título de una canción del grupo R.E.M., que habla sobre un conductor de tren en el sur de Estados Unidos, lugar de origen del grupo. La canción fue lanzada como segundo sencillo del álbum Fables of the Reconstruction. El sencillo fue puesto a la venta solamente en Estados Unidos y logró una respetable posición en la lista Mainstream Rock Tracks, a pesar de haber fallado en entrar a la lista del Hot 100.

## Lista de canciones del sencillo

### Vinilo EU 7"
1. "Driver 8" - 3:24
2. "Crazy" - 3:05
- Datos: Q1419699